# Anaïs Mitchell (album)
Anaïs Mitchell è il settimo album in studio della cantautrice americana Anaïs Mitchell, pubblicato il 28 gennaio 2022 tramite BMG Rights Management, la sua prima uscita per l'etichetta. È il suo primo album in studio di nuovo materiale dai tempi di Young Man in America (2012), così come il suo primo album in studio dal suo musical vincitore del Tony Award Hadestown. L'album contiene contributi musicali di Michael Lewis, JT Bates, Thomas Bartlett, Aaron Dessner e Nico Muhly.
Bright Star è stato pubblicato come primo singolo dell'album il 28 ottobre 2021. È una canzone folk indie "che parla di guardare indietro ad anni di ricerca incessante e fare pace con la fonte di quel desiderio.".
L'apertura dell'album Brooklyn Bridge è stata pubblicata come secondo singolo dell'album il 2 dicembre 2021.
On Your Way (Felix Song) è stato pubblicato come terzo singolo il 12 gennaio 2022. Dedicato al compianto Felix McTeigue, Mitchell ha detto di lui: "Abbiamo avuto brevemente lo stesso manager nei nostri primi 'giorni frenetici' in cui cercavano di ottenere una carriera di cantautore. Posso immaginarci suonare nel vecchio soggiorno nel Lower East Side, e sono una delle cinque persone nel pubblico di Felix, e viceversa. Felix era davvero impavido e presente, aveva sempre una chitarra sulla schiena , scriveva sempre qualcosa, amava l'atto di precipitarsi a capofitto nello scrivere, registrare, senza pensarci troppo. È una lezione su cui tornerò per il resto della mia vita".
Mitchell farà un tour dell'album negli Stati Uniti e in Europa nel 2022, con la sua band Bonny Light Horseman che si unirà a lei per alcune date negli Stati Uniti.

## Tracce
1. Brooklyn Bridge – 4:18
2. Bright Star – 3:10
3. Revenant – 3:30
4. On Your Way (Felix Song) – 2:53
5. Real World – 1:49
6. Backroads – 3:26
7. Little Big Girl – 3:18
8. Now You Know – 3:14
9. The Words – 3:11
10. Watershed – 3:14